# Erik Magnussen

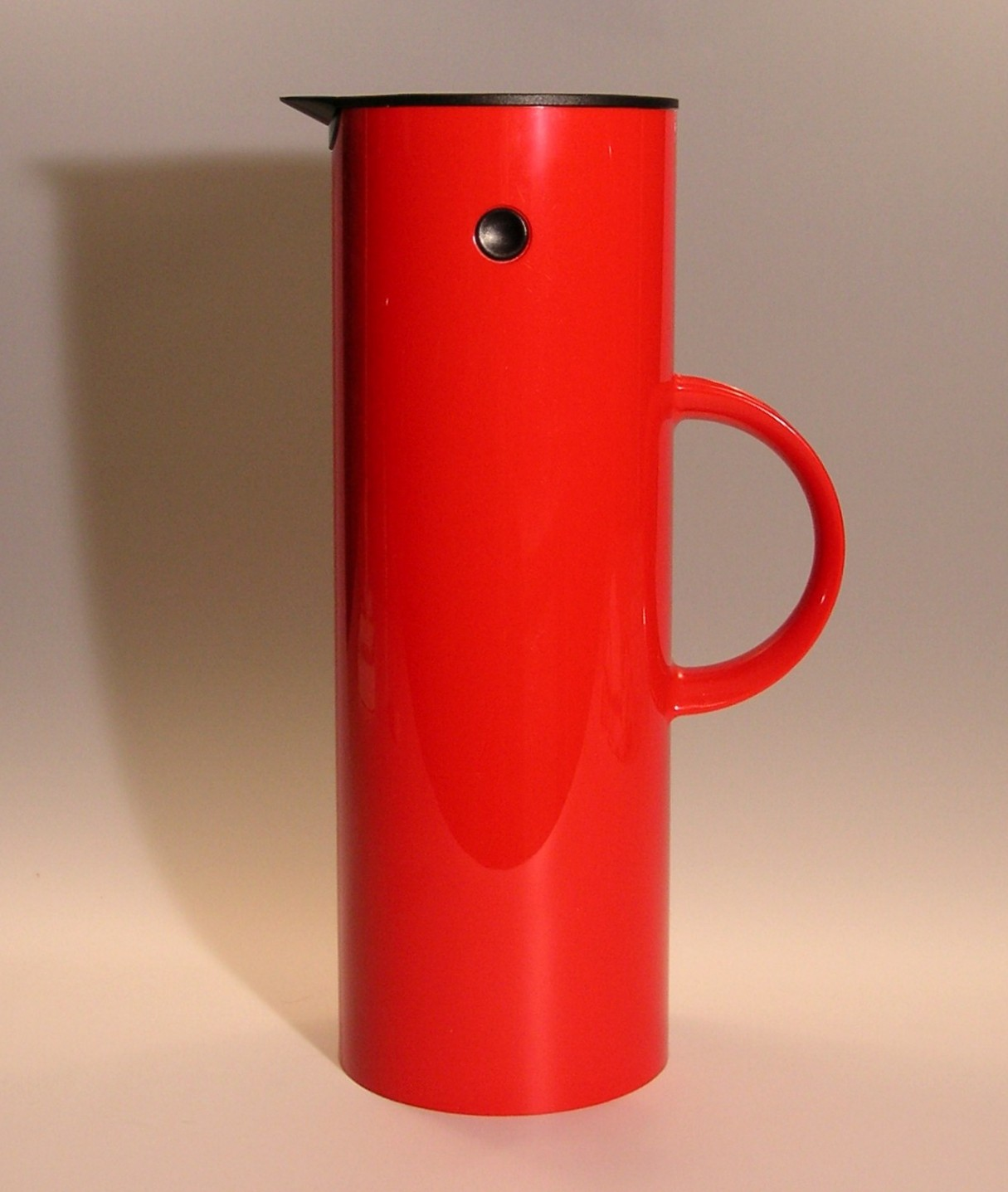
Termoskannan Stelton EM77, 1977

Erik Magnussen, född 31 mars 1940 i Charlottenlund, Danmark, död 2014 i Danmark, är en dansk formgivare.
Erik Magnussen utbildade sig 1956–60 på  Kunsthåndværkerskolen i Köpenhamn  keramik samt på Det Kongelige Danske Kunstakademi  i Köpenhamn 1960–61. Därefter arbetade han hos porslinstillverkaren Bing & Grøndahl, där han skapade vardagsporslin i enkla geometriska former, bland andra den stapelbara servisen  Form 25 Termo från 1965. Magnussen formgav även funktionella möbler, till exempel den hopfällbara stolen Z-chair för Torben Ørskov & Co samt en serie skolmöbler. Från 1976 arbetade Magnussen även för Stelton A/S i Köpenhamn. Där formgav han den eleganta och tidlösa enliters 30 centimeter höga termosen EM77 i färgglad ABS-plast, som fortfarande tillverkas och som har blivit en av företagets bästsäljare. Denna termoskanna var ursprungligen tänkt att komplettera Arne Jacobsens metallkollektion Cylinda-line från 1967. Av Stelton säljs även Magnussens strama skeppslampa  Skibslampe 1001 i rostfritt stål (1988), som är en modern upplaga av gamla tiders skomakarlampa. Från 1978 formgav Magnussen kökskärl för Georg Jensen A/S. Magnussen har fått många priser för flera av hans formgivningar, bland annat har han fått pris för en termos, bestick och en lampa som han formgivit. Magnussen mottog Lunningpriset 1967, Thorvald Bindesbøll Medaljen år 1996 och bär titeln Honorary Royal Designer for Industry som delas ut av Royal Society of Art i London.

### Fotnoter
1. ↑  Bibliothèque nationale de France, BnF Catalogue général : öppen dataplattform, id-nummer i Frankrikes nationalbiblioteks katalog: 12454993f, läst: 30 december 2019.[källa från Wikidata]
2. ↑  RKDartists, RKDartists-ID: 489192, läst: 18 november 2021.[källa från Wikidata]
3. ↑  Weilbachs Kunstnerleksikon, läs online, läst: 24 november 2023.[källa från Wikidata]
4. ↑  Union List of Artist Names, 9 augusti 2021, ULAN: 500253319, läst: 7 februari 2024.[källa från Wikidata]
5. ↑  läs online, www.thersa.org , läst: 9 januari 2021.[källa från Wikidata]
6. ↑  ”Erik Magnussen. 1940 - 2014” (på danska). porcelaensbutikken.dk. Arkiverad från originalet den 3 december 2024. https://web.archive.org/web/20241203214053/https://porcelaensbutikken.dk/porcelaensbutikkendk/904-erik-magnussen-1940---2014/. Läst 27 november 2024.
7. ↑  ”Erik Magnussen” (på danska). Lex. 7 maj 2020. https://lex.dk/Erik_Magnussen. Läst 27 november 2024.
8. ↑  ”Erik Magnussen (1940 – 2014) keramiker og industriel designer”. www.brdr-friis.dk. https://www.brdr-friis.dk/designere/erik-magnussen. Läst 27 november 2024.